# Christophe de Grèce
Vous lisez un « article de qualité » labellisé en 2018.
Signature
Christophe de Grèce (en grec moderne : Χριστόφορος της Ελλάδας / Christóforos tis Elládas), prince de Grèce et de Danemark, est né le 29 juillet 1888 (10 août dans le calendrier grégorien) au palais de Pavlovsk, en Russie, et mort le 21 janvier 1940 à Athènes, en Grèce. Père de l'écrivain Michel de Grèce, c'est un membre de la famille royale hellène surtout connu pour son intérêt pour l'occultisme.
Dernier enfant du roi Georges Ier de Grèce et de son épouse Olga Constantinovna de Russie, le prince Christophe grandit entre le royaume hellène et l'Empire tsariste. Il reçoit une éducation soignée, avant de suivre une formation militaire. En 1912-1913, il sert durant les guerres balkaniques, sans s'y faire remarquer pour ses actions. Fasciné par le monde des esprits, Christophe découvre le spiritisme avec le journaliste W. T. Stead, en 1910. Tout au long de sa vie, il se livre ainsi à l'écriture automatique, aux tables tournantes et à la ouija. Il raconte, par ailleurs, avoir eu plusieurs contacts avec des fantômes. En 1914, Christophe tombe sous le charme d'une riche Américaine, Nancy Leeds. Décidé à passer sa vie avec la jeune femme, il se fiance officiellement avec elle. Cependant, son frère, le roi Constantin Ier, lui refuse l'autorisation d'épouser une roturière, veuve et divorcée qui plus est. Dans les années qui suivent, la Grèce est secouée par un violent conflit qui oppose le roi au Premier ministre Elefthérios Venizélos à propos de l'attitude à avoir face à la Première Guerre mondiale. Le roi des Hellènes refusant de s'allier aux forces de la Triple-Entente, il est déposé en 1917, ce qui aboutit à l'exil de la plupart des membres de la famille royale.
Réfugié en Suisse durant trois ans, Christophe y retrouve Nancy Leeds, qu'il peut finalement épouser en 1920 sans renoncer à ses titres. Peu de temps après, Constantin Ier est rappelé sur le trône, ce qui permet à Christophe et à sa femme de s'installer à Athènes. Cependant, leur bonheur est de courte durée. Nancy contracte en effet un cancer, qui l'emporte en 1923. Dans le même temps, la situation de la Grèce se complique et la république y est proclamée en 1924. Contraint à l'exil pour la seconde fois, Christophe s'installe à Rome, où il acquiert une demeure baptisée villa Anastasia. Ayant hérité d'une part importante de la fortune de son épouse, il mène grand train pendant plusieurs années. Remarié à Françoise d'Orléans en 1929, Christophe devient père d'un petit garçon dix ans plus tard. En 1935, le prince assiste à la restauration de la monarchie hellène mais choisit de rester vivre en Italie. L'administrateur de sa fortune s'étant enfui avec son argent, les dernières années de Christophe sont marquées par les difficultés financières. Il meurt peu avant l'entrée de la Grèce dans la Seconde Guerre mondiale, en 1940, et sa dépouille est enterrée à Tatoï.

## Famille

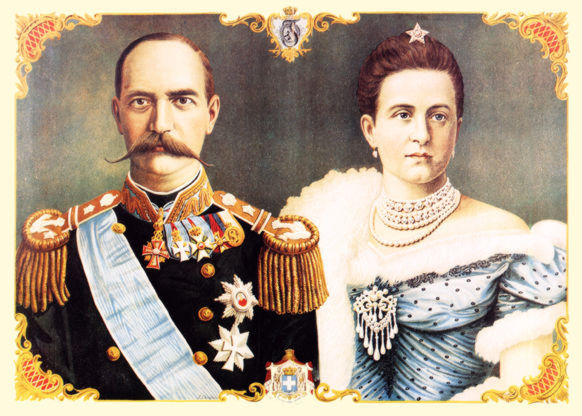
Le roi Georges Ier de Grèce et son épouse la reine Olga, née grande-duchesse de Russie.

Le prince Christophe est le plus jeune des huit enfants du roi Georges Ier de Grèce (1845-1913) et de son épouse la grande-duchesse Olga Constantinovna de Russie (1851-1926). Par son père, il est le petit-fils du roi Christian IX de Danemark (1818-1906), surnommé le « beau-père de l'Europe », tandis que, par sa mère, il est l'arrière-petit-fils du tsar Nicolas Ier de Russie (1796-1855).
Le 1er janvier 1920, Christophe épouse, à Vevey, en Suisse, la roturière américaine Nonie « Nancy » May Stewart (1878-1923), qui devient, après sa conversion à l'orthodoxie, la princesse Anastasia de Grèce. De ce mariage ne naît aucun enfant, mais la jeune femme est déjà mère d'un adolescent avec lequel le prince Christophe reste très lié après la disparition de son épouse : William B. Leeds Jr. (1902-1971), qui épouse, en 1921, la princesse Xenia Georgievna de Russie (1903-1965), elle-même nièce de Christophe à travers sa sœur, la princesse Marie de Grèce (1876-1940).
Le 10 février 1929, Christophe s'unit en secondes noces, à Palerme, en Italie, à la princesse Françoise d'Orléans (1902-1953), fille du prétendant français Jean d'Orléans (1874-1940), duc de Guise, et de son épouse la princesse Isabelle d'Orléans (1878-1961). De cette union, qui constitue l'un des rares exemples de mariages mixtes entre un prince orthodoxe et une princesse catholique, naît un seul enfant : Michel de Grèce (1939-2024), prince de Grèce et de Danemark, qui épouse, en 1965, la roturière grecque Marína Karélla (1940).

## Biographie

### Une jeunesse dorée

#### Une enfance entre Grèce et Russie

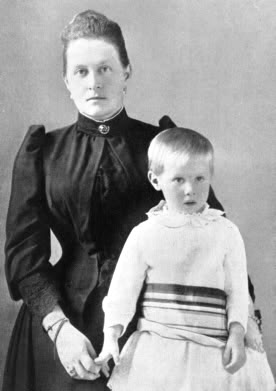
La reine Olga avec son fils Christophe en 1889.

Dernier fils du roi des Hellènes Georges Ier et de son épouse la grande-duchesse Olga Constantinovna de Russie, le prince Christophe voit le jour en 1888, vingt ans après son frère aîné, le diadoque Constantin. Nostalgique de la Russie et consciente que son dernier né a très peu de chance de monter un jour sur le trône de Grèce, sa mère fait le choix d'accoucher sur sa terre natale et de faire du bébé son « petit Russe ». Baptisé à la chapelle du palais de Pavlovsk, le prince reçoit pour parrain et marraine le tsar Alexandre III et son épouse la tsarine Maria Feodorovna. Par la même occasion, il est fait chevalier de l'ordre de Saint-André.
Dans les années qui suivent, la reine Olga retourne régulièrement en Russie, où elle reste chaque fois plusieurs semaines en compagnie du jeune Christophe. Dans le port du Pirée, l'enfant et sa mère empruntent alors l'Amphitrite, le yacht royal grec, à bord duquel ils gagnent Odessa, sur la mer Noire. De là, ils prennent le train impérial russe qui les emmène jusqu'à Saint-Pétersbourg. Dans la capitale, ils rendent quotidiennement visite à la famille d'Olga et sont même parfois invités chez le successeur d'Alexandre III, à Tsarskoïe Selo. La reine des Hellènes est en effet l'un des rares parents du tsar Nicolas II à trouver grâce aux yeux de la tsarine Alexandra Feodorovna et Christophe est donc régulièrement invité à jouer avec les enfants du couple impérial. De ces voyages, le prince Christophe garde toute sa vie une grande affection pour le pays des Romanov et ce n'est qu'après la Révolution de 1917 et le massacre de la famille impériale qu'il cesse de se rendre dans le pays de sa mère.
Malgré ses liens avec la Russie, Christophe n'en est pas moins un prince grec et il est éduqué en tant que tel à Athènes. Élevé avec ses neveux plus qu'avec ses frères et sœurs,, il est très proche du futur Georges II, qui n'a que deux ans de moins que lui. Au palais royal de la place Sýntagma, les journées du prince commencent à six heures par un bain froid. Après un premier petit-déjeuner, il suit des cours de sept à neuf heures trente puis prend un second petit-déjeuner avec ses parents. Les leçons reprennent ensuite de dix heures à midi et sont suivies d'exercices physiques dans les jardins du palais. Après un déjeuner en famille, d'autres cours s'égrènent de quatorze heures à seize heures. Puis, Christophe suit des exercices d'équitation et de gymnastique. Après une séance d'études et un dîner, il se couche à dix neuf heures trente. Le prince suit ce rythme jusqu'à ses quatorze ans, âge auquel il est finalement autorisé à dîner avec ses aînés avant d'aller se coucher à vingt-deux heures précises,.

#### Un prince sans réelle fonction officielle

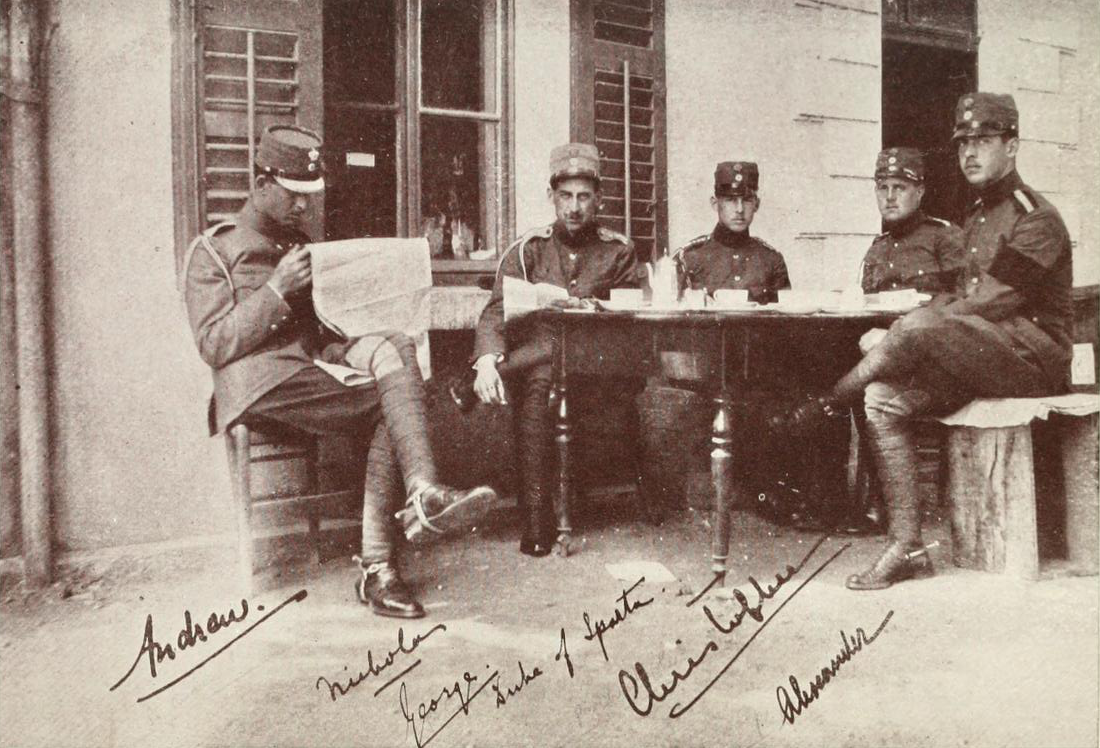
Le prince Christophe entouré de ses frères et neveux durant la Deuxième Guerre balkanique (1913).

À l'instar de ses frères aînés, Christophe embrasse très jeune une carrière militaire et intègre l'école des Évelpides, au Pirée. Cependant, son rôle dans l'armée hellène reste extrêmement mineur. Obligé à démissionner de l'armée après le « coup de Goudi », un coup d'État militaire survenu en 1909,, le prince passe l'essentiel des trois années qui suivent à l'étranger. Il participe, malgré tout, aux guerres balkaniques de 1912-1913, sans toutefois s'y faire remarquer pour ses actions,,.
Réputé bon mais peu intelligent,, Christophe se passionne pour l'occultisme et le monde des esprits. En 1910, il rencontre, à Londres, le journaliste W. T. Stead, qui lui fait découvrir le spiritisme,. Quelques années plus tard, il lit Les Grands Initiés d'Édouard Schuré et en conseille la lecture à sa belle-sœur, la princesse Alice de Battenberg, qui traverse bientôt une crise mystique. Le prince se livre aussi à l'écriture automatique, aux tables tournantes et à la ouija,. Dans ses Mémoires, il relate par ailleurs nombre de rencontres avec des fantômes, et notamment avec celui de Dorothy Walpole, à Sandringham House,.
Prince polyglotte maîtrisant sept langues, Christophe se passionne également pour le piano. Ses talents musicaux sont d'ailleurs tels que le ténor italien Enrico Caruso lui déclare, un jour, qu'il aurait pu faire fortune en tant que concertiste. Le prince se désintéresse par contre totalement de la politique, même s'il partage la méfiance de sa famille vis-à-vis du Premier ministre Elefthérios Venizélos. En 1912, des monarchistes portugais proposent à Christophe de ceindre la couronne de leur pays, mais ce dernier refuse, autant par amitié pour le roi légitime Manuel II que par manque d'ambition personnelle. Dans les années qui suivent, le nom du prince est également associé au trône d'Albanie, sans qu'il s'y intéresse davantage,.

### Entre fiançailles et guerre mondiale

#### Vie sentimentale

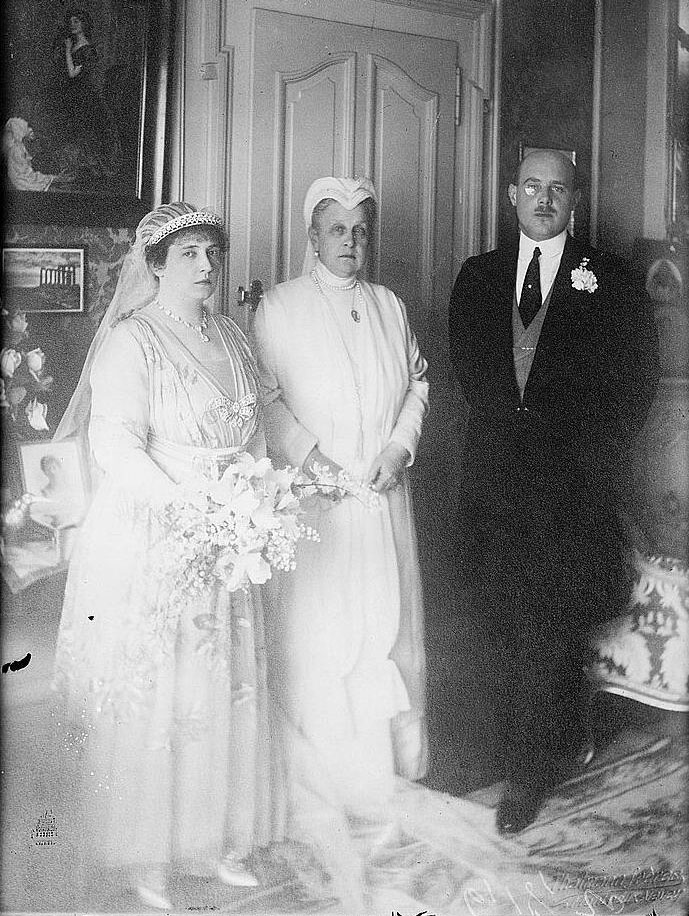
Christophe, son épouse Nancy et sa mère Olga, le jour de ses noces, en janvier 1920.

Prince sans fortune ni réelle fonction, Christophe passe plusieurs années à la recherche d'une épouse. Vers 1910, un premier projet matrimonial, imaginé par la princesse Victoria du Royaume-Uni, prévoit de l'unir à lady Alexandra Duff, une petite-fille du roi Édouard VII. Cependant, la combinaison n'aboutit pas et d'autres plans sont donc échafaudés pour trouver une compagne au jeune homme. Christophe songe à épouser sa cousine Olga de Russie, fille aînée de Nicolas II, mais le tsar y met son veto. En 1912, la princesse Alice de Battenberg envisage de le marier à sa sœur Louise, future reine de Suède, mais le projet échoue, les deux jeunes gens étant tout aussi désargentés l'un que l'autre,.
Peu avant le déclenchement de la Première Guerre mondiale, Christophe rencontre, à l'occasion d'un dîner chez lady Paget, à Paris, une richissime Américaine connue sous le nom de Nancy Leeds,. Veuve de William B. Leeds Sr, surnommé le « roi de l'étain », elle est à la tête d'une fortune considérable et cherche, depuis plusieurs années, à se mêler à l'aristocratie européenne. Fasciné par la jeune femme, qui lui apparaît tout à la fois belle, intelligente et drôle, Christophe passe tout le printemps 1914 avec elle en France et la rejoint ensuite en Angleterre, où il lui demande finalement sa main lors d'une soirée à Covent Garden.
Cependant, la famille royale de Grèce regarde d'un très mauvais œil l'union d'un des siens avec une roturière, non seulement veuve mais aussi divorcée. L'institution du mariage morganatique n'existant pas en Grèce et Christophe s'entêtant dans sa volonté d'épouser Nancy, son frère, le roi Constantin Ier, lui propose de renoncer à la nationalité hellène pour devenir sujet danois. En échange de l'abandon de ses titre et prédicat grecs, il pourrait ainsi contracter une union inégale, mais son épouse ne deviendrait pas princesse. Après réflexion, Christophe refuse cette option et son mariage avec Nancy est donc sans cesse repoussé durant six ans.

#### La Première Guerre mondiale et l'exil
Lorsque survient l'assassinat de l'archiduc François-Ferdinand d'Autriche et de son épouse à Sarajevo, le 28 juin 1914, Christophe se trouve encore au Royaume-Uni. Malgré la montée des tensions en Europe, le prince refuse d'abord de rentrer en Grèce et il assiste, le 4 août, à la déclaration de guerre de la Grande-Bretagne à l'Allemagne chez sa tante, la reine Alexandra, à Sandringham House. Après quelques semaines, toutefois, Christophe retourne à Athènes, où le roi Constantin Ier entreprend une politique neutraliste, qui s'oppose bientôt à celle du Premier ministre Elefthérios Venizélos, acquis à la Triple-Entente,. En 1916, le conflit entre le souverain et le chef du gouvernement débouche sur le « Schisme national », c'est-à-dire sur une guerre civile larvée entre monarchistes et vénizélistes,.

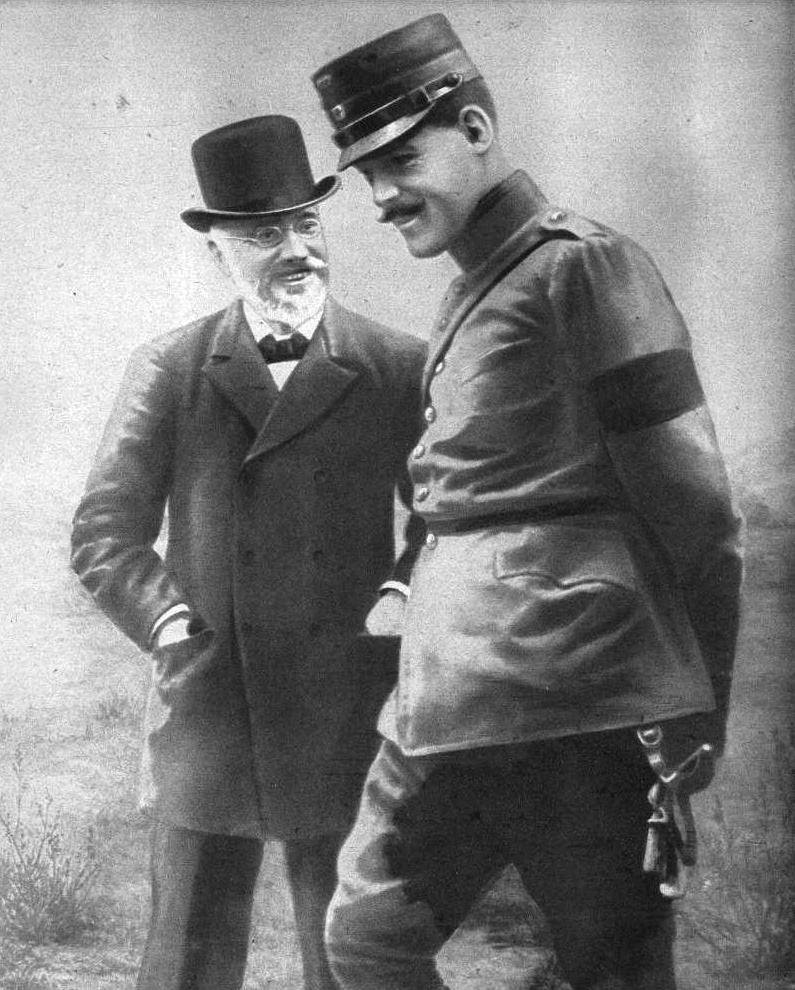
Venizélos et Constantin Ier en 1913.

Dans ce contexte difficile, Christophe effectue un dernier voyage en Russie, en avril 1916, afin d'y plaider la cause de son frère auprès de la tsarine Alexandra Fedorovna. De retour en Grèce, le prince participe, le 14 juillet, à l'évacuation de la famille royale au moment de l'incendie du domaine de Tatoï, probablement orchestré par des agents de l'Entente,. Il est aussi le témoin des menaces de l'opposition contre la dynastie, comme lors d'un dîner à Athènes où une lettre anonyme avertit les convives que tous les vins du palais ont été empoisonnés, sans aucune réalité toutefois.
Finalement, le 10 juin 1917, Constantin Ier est déposé et exilé par l'Entente, représentée à Athènes par le général Charles Jonnart, puis remplacé par son deuxième fils, qui monte sur le trône sous le nom d'Alexandre Ier,. Peu impliqué dans la vie politique, Christophe espère pouvoir rester vivre dans la capitale hellénique. Cependant, le retour au pouvoir d'Elefthérios Venizélos et de ses soutiens l'oblige bientôt à suivre son frère et sa famille en exil. Interdit de séjour au Royaume-Uni, qui l'accuse d'avoir soutenu son frère aîné pendant la guerre, Christophe doit s'installer en Suisse avec les autres membres de la dynastie. Dans ce pays, le prince trompe son ennui en pratiquant le spiritisme avec la princesse Alice de Battenberg. Durant trois ans, il retrouve par ailleurs Nancy Leeds, qui vient lui rendre visite chaque hiver en attendant de pouvoir l'épouser.
Dans son exil, Christophe peut au moins compter sur la bienveillance d'Alexandre Ier, qui n'a pas les mêmes préjugés que son père concernant les mariages inégaux. Ayant lui-même épousé une jeune femme étrangère au gotha, le jeune roi autorise sans difficulté Christophe à s'unir à Nancy. Leur union est donc célébrée, le 1er janvier 1920, à l'église russe de Vevey, en Suisse, en présence de plusieurs membres de la famille royale, dont la reine douairière Olga, mais pas l'ex-roi Contantin Ier. Trois jours plus tard, Nancy embrasse la religion orthodoxe et adopte le prénom d'Anastasia.
Peu après son mariage, une délégation de monarchistes baltes vient offrir la couronne lituanienne au prince Christophe. Son épouse étant immensément riche, les délégués espèrent faire bénéficier leur pays des largesses de leurs hypothétiques souverains. Cependant, Christophe, pas plus que sa femme, n'est prêt à exercer des fonctions royales,. Dans ses Mémoires, le prince explique en effet : « Rien sous le soleil ne me ferait accepter un royaume. Une couronne est une chose trop lourde pour être ceinte à la légère. Elle doit être portée par ceux dont c’est le destin mais qu’un homme puisse volontairement en prendre la responsabilité, sans en être contraint par le devoir, dépasse mon entendement ».

### Entre vie de couple et instabilité politique

#### La restauration de Constantin

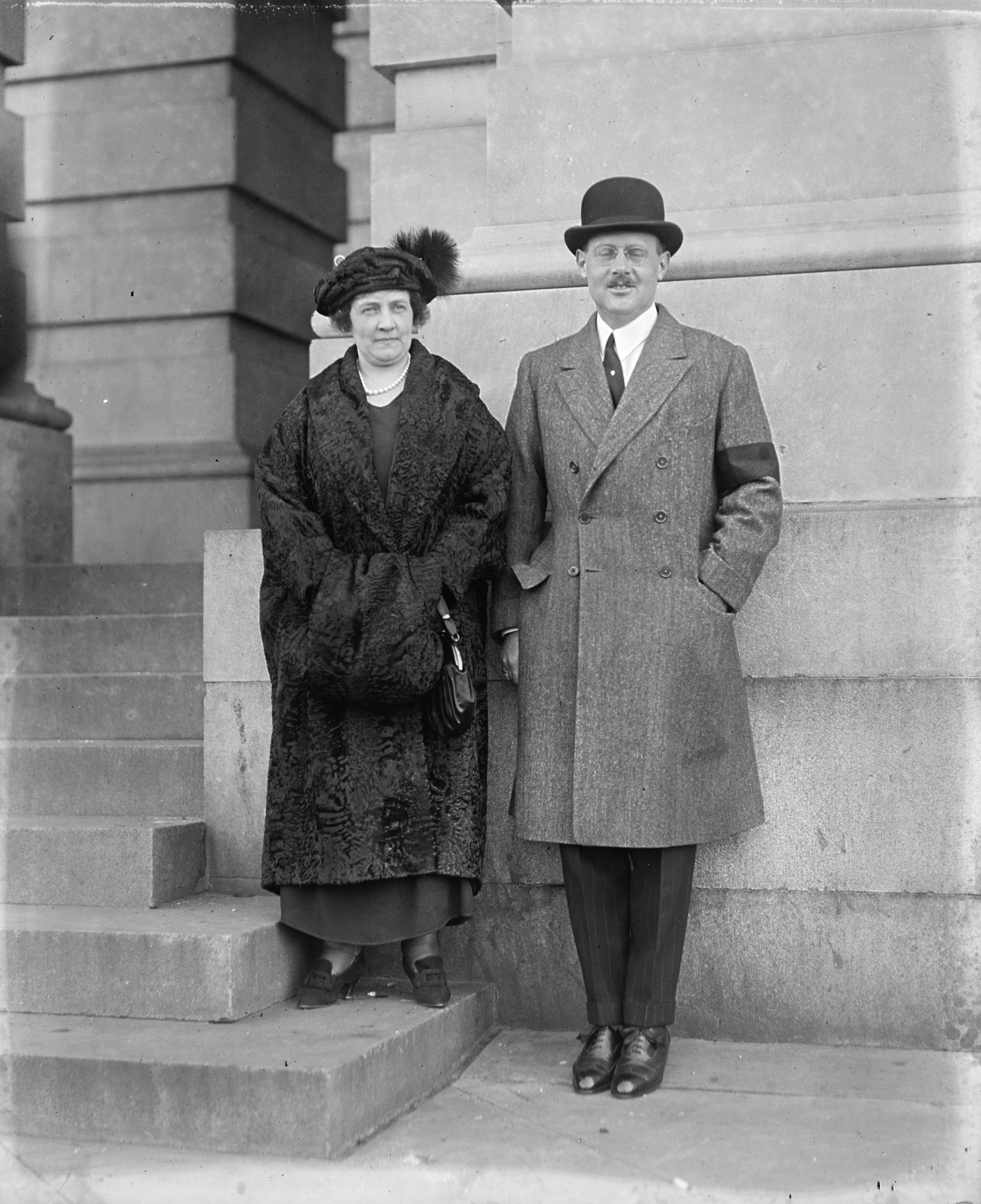
Nancy et Christophe en 1923.

La situation de Christophe et de sa parentèle évolue rapidement après la mort inattendue d'Alexandre Ier, terrassé par une septicémie due à une morsure de singe en octobre 1920. La disparition du jeune roi provoque en effet une grave crise politique, accentuée par l'enlisement de la guerre gréco-turque, déclenchée par Venizélos l'année précédente. Selon certaines sources, opposées à la famille royale, Christophe intrigue alors pour renverser le Premier ministre. Il noue ainsi des contacts avec différents hommes politiques grecs, parmi lesquels Dimítrios Goúnaris. De son côté, Nancy finance une campagne de presse visant à déstabiliser les vénizélistes et à favoriser la victoire des monarchistes aux élections législatives du 1er novembre 1920,. L'Américaine soutient également de sa cassette les membres de la famille royale qui, comme la princesse Marie de Grèce, se retrouvent ruinés après les bouleversements de la Première Guerre mondiale.
Finalement, les partisans de la couronne l'emportent en Grèce et Dimítrios Rállis remplace Elefthérios Venizélos à la tête du gouvernement hellène. Vaincu, l'homme politique crétois part en exil après avoir demandé à la reine Olga d'accepter la régence. Le 22 novembre suivant, un référendum rappelle Constantin Ier sur le trône. Immédiatement, Christophe et son frère André gagnent Corfou, où ils reçoivent un accueil enthousiaste. Ils partent ensuite à Athènes et leurs épouses les y rejoignent le lendemain. Finalement, c'est au tour de Constantin Ier et du reste de la famille royale de rentrer en Grèce, le 19 décembre 1920. Preuve, peut-être, de sa reconnaissance pour les efforts de son frère et de sa belle-sœur en faveur de sa restauration, le roi décerne à Nancy le titre de princesse de Grèce et de Danemark ainsi que le prédicat d'altesse royale dès le lendemain de son retour au pouvoir.
Après quelques semaines à Athènes, et alors que ses frères et neveux s'engagent progressivement dans la guerre gréco-turque, Christophe choisit de quitter le pays pour suivre son épouse dans la vie mondaine qu'elle mène au Royaume-Uni et en France. Début 1921, le couple s'installe à Spencer House, à Londres, où il ne tarde pas à accueillir la reine douairière Olga. Quelques mois plus tard, le 19 octobre 1921, il se rend à Paris pour assister au mariage du fils unique de Nancy, William B. Leeds Jr., avec une de ses propres nièces, la princesse Xenia Georgievna de Russie,. Finalement, le couple passe le printemps 1922 à la villa Kazbek de Cannes, sur la côte d'Azur, où il favorise les fiançailles d'une autre nièce de Christophe, la princesse Olga de Grèce, avec le prince héritier Frédéric de Danemark,,. Depuis l'étranger, Christophe intervient par ailleurs auprès de la reine Sophie pour que la veuve d'Alexandre Ier soit reconnue princesse de Grèce, ce qu'il obtient en septembre 1922,.

#### De l'abdication de Constantin à la disparition de Nancy

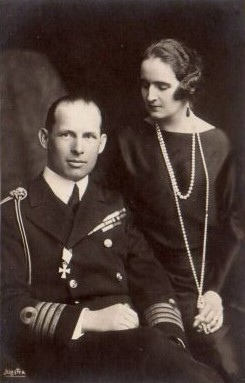
Le roi Georges II et son épouse Élisabeth de Roumanie en 1921.

Pendant ce temps, le royaume hellène continue à s'enliser dans la guerre gréco-turque. Au fil des mois, Mustafa Kemal reconquiert l'Anatolie et la Thrace orientale : des milliers de Grecs d'Asie sont alors assassinés tandis que les autres sont chassés de leurs terres ancestrales. C'est la « Grande Catastrophe », consacrée, en 1923, par le traité de Lausanne. Dans ce contexte tragique, une partie de l'armée hellène, commandée par le général Nikólaos Plastíras, se soulève en septembre 1922 et exige l'abdication de Constantin Ier ainsi que la dissolution du Parlement hellénique. Conscient de son échec, le roi part en exil en Italie et son fils aîné lui succède sur le trône sous le nom de Georges II,. Cependant, la junte militaire prive le nouveau monarque de tout pouvoir et fait arrêter plusieurs personnalités de l'ancien régime, parmi lesquelles Dimítrios Goúnaris, avant de les exécuter à la suite d'un procès sommaire,.
À la mi-novembre 1922, Christophe retourne en Grèce, sur les conseils de Nancy, afin d'y récupérer ses possessions personnelles, avant leur probable confiscation par les putschistes. Muni d'un gros chèque de son épouse destiné à la Croix-Rouge, il obtient des nouvelles autorités un permis de séjour d'une semaine. À Corfou, le prince trouve sa belle-sœur, Alice de Battenberg, dans un état de terrible anxiété après l'arrestation du prince André, accusé d'être responsable de la défaite de la Sakarya,. Parvenu à Athènes, Christophe se voit refuser l'autorisation de rencontrer son frère en prison mais il parvient toutefois à le contacter grâce à un message dissimulé dans une boîte de cigarettes. À Tatoï, le prince peut, par contre, s'entretenir avec Georges II, qui vit sous la surveillance constante des putschistes et n'a plus aucune liberté de mouvement. Après ce triste séjour, Christophe retrouve Constantin Ier et ses proches dans leur exil palermitain. La famille royale met alors tout en œuvre pour faire libérer André, ce qu'elle obtient en décembre grâce à l'intervention de plusieurs chefs d'État étrangers.
Outre ces préoccupations politiques, qui aboutissent à la proclamation de la république en 1924, Christophe doit faire face à la dégradation de la santé de sa femme, à qui un cancer colorectal est diagnostiqué en 1921, et qui est opérée à plusieurs reprises à Athènes et Paris. En janvier 1923, les époux partent en voyage aux États-Unis. Accompagnés d'André et d'Alice, ils apprennent, pendant leur traversée de l'Atlantique, la mort de Constantin Ier, à Palerme. Arrivés dans le Nouveau Monde, ils assistent donc à différentes messes en mémoire du souverain, à New York, Montréal, Washington et Palm Beach. Après deux mois en Amérique du Nord, le petit groupe rentre en Europe. Christophe et Nancy retournent alors à Spencer House, où cette dernière s'éteint finalement le 29 août 1923,,. Après des funérailles à St Phillip, l'église russe de Londres, la dépouille de la princesse est ensuite rapatriée aux États-Unis,.

### Veuvage

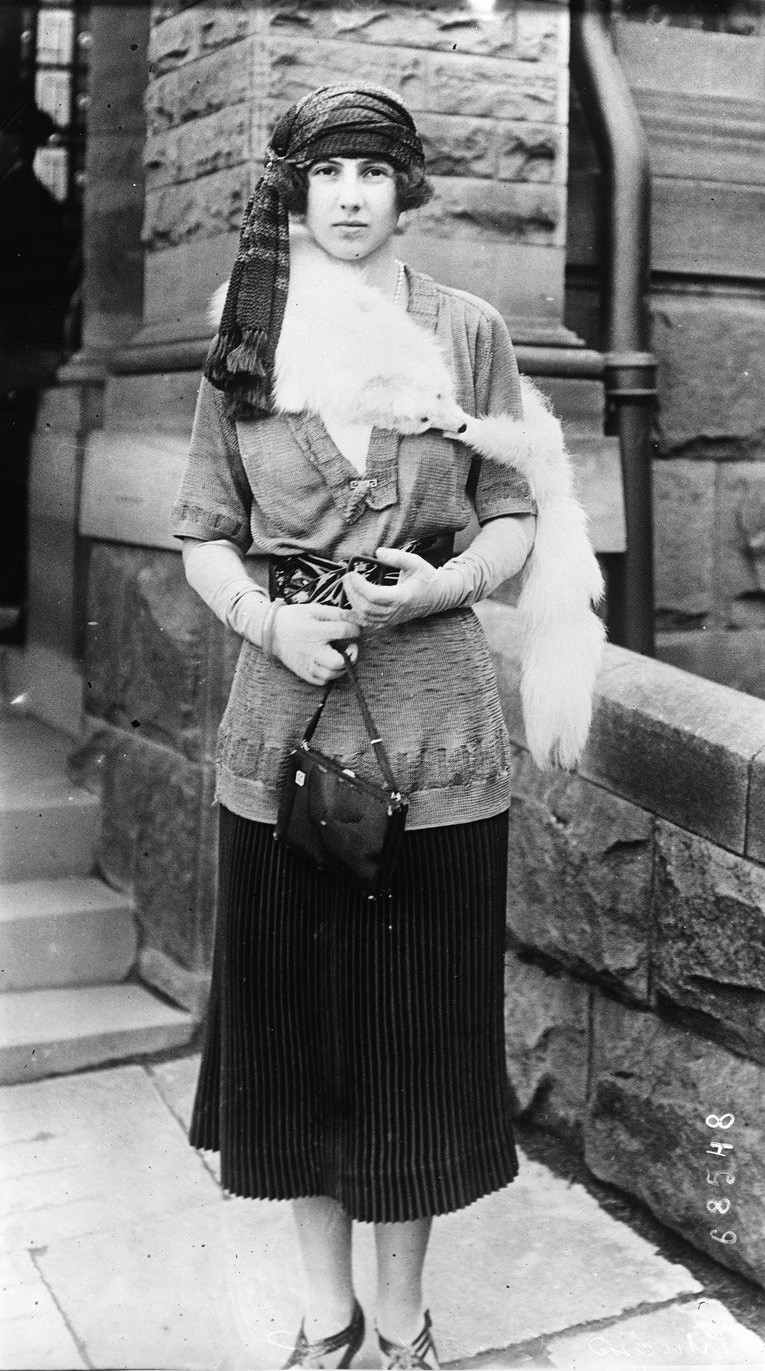
La princesse Xenia de Russie, nièce de Christophe, en 1921.

À la mort de Nancy, Christophe hérite d'une part importante de sa fortune, l'essentiel du reste revenant à Margaret Stewart Green, à William B. Leeds Jr. et à l'épouse de celui-ci, Xenia Georgievna de Russie,,. Désireux de garder son beau-fils et sa nièce auprès de lui, le prince tente de les convaincre de s'installer en Europe, mais le couple retourne finalement aux États-Unis. Désormais seul, le prince prend la décision de quitter le Royaume-Uni pour s'établir à Rome, où il acquiert une magnifique résidence, baptisée villa Anastasia en l'honneur de son épouse défunte. Il s'y installe avec sa mère, la reine douairière Olga, qui vit avec lui jusqu'à sa mort, en 1926,.
En Italie, Christophe se rapproche des membres de la maison de Savoie, avec lesquels il noue des relations étroites. En 1925, il est ainsi invité au mariage de la princesse Mafalda, fille du roi Victor-Emmanuel III et de la reine Hélène, avec le prince Philippe de Hesse-Cassel. Christophe fréquente également la haute société italienne, pour laquelle il lance la mode des soupers de style buffet. Le prince n'en oublie pas pour autant sa propre parentèle, dont une partie a elle aussi choisi l'Italie pour vivre en exil. Plus fortuné que la plupart des membres de sa famille, il paie notamment les frais de scolarité de son neveu Philippe, installé avec ses parents à Paris.
En 1927, Christophe retourne aux États-Unis pour rendre visite à son beau-fils et à sa nièce, à New York. Avec eux, il fait la connaissance de plusieurs représentants de la Smart Society, parmi lesquels Charlie Chaplin, George Gershwin et Paul Kochanski. Il ne rencontre par contre pas Anna Anderson, la célèbre « fausse Anastasia », qui est pourtant hébergée à Long Island, chez sa nièce Xenia. Dans ses Mémoires, le prince raconte que l'esprit de sa cousine Tatiana de Russie l'a en effet contacté, lors d'une séance chez un médium new-yorkais, pour lui dire qu'Anna Anderson était un imposteur et qu'Anastasia était bien morte à Iekaterinbourg en même temps que les autres membres de la famille impériale,.

### Second mariage et décès

#### Rencontre avec Françoise d'Orléans

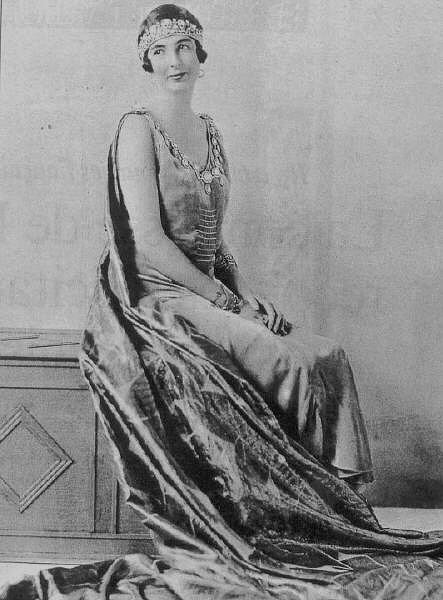
La princesse Françoise d'Orléans, seconde épouse de Christophe.

De retour en Europe, Christophe reprend ses quartiers à la villa Anastasia, où il mène grand train durant plusieurs années. En 1929, il rencontre, au palais de Capodimonte, la princesse Françoise d'Orléans, qui séjourne alors chez sa tante, la duchesse Hélène d'Aoste,. De treize ans sa cadette, la jeune femme a passé son enfance à Larache, au Maroc espagnol, où ses parents, le duc et la duchesse de Guise, mènent la vie de colons depuis 1909. Rapidement, les deux célibataires tombent amoureux et se fiancent. Cependant, leur différence de confession (Christophe est orthodoxe tandis que Françoise est catholique) pose de nombreuses difficultés et il faut de longues tractations avec le Vatican pour que la papauté accepte la célébration de leur union,.
Le mariage de Christophe et Françoise est célébré à la chapelle palatine du palais médiéval de Palerme, le jour de la signature des accords du Latran. Les festivités se déroulent quant à elles au palais d'Orléans, propriété des ancêtres de Françoise depuis l'exil de Louis-Philippe en Sicile. Les témoins de Christophe sont son neveu le roi Georges II de Grèce et le prince de Piémont tandis que ceux de Françoise sont ses cousins le roi Manuel II de Portugal et le duc des Pouilles. La cérémonie, à laquelle participent les Oldenbourg de Grèce, les Orléans, les Savoie ainsi que de nombreuses autres personnalités du gotha européen, comme le prince Knud de Danemark, se déroule dans la liesse populaire,. Après leur mariage, Christophe et Françoise partent en lune de miel à la villa Hygea de Palerme avant de séjourner chez les parents de la princesse, au Maroc.

#### Entre problèmes financiers et restauration des liens avec la Grèce
De retour à Rome, le couple s'installe à la villa Anastasia, où il mène, durant quelque temps, l'existence oisive de princes dont les obligations officielles sont presque nulles. Toujours aussi proche de la famille royale italienne, Christophe et son épouse séjournent régulièrement chez le roi Victor-Emmanuel III à Castel Porziano. Le prince et la princesse accueillent par ailleurs chez eux leur parentèle européenne, comme le duc de Galliera ou le roi Manuel II de Portugal et sa femme Augusta-Victoria de Hohenzollern-Sigmaringen.
Cependant, des difficultés économiques ne tardent pas à assombrir la vie du couple princier. L'administrateur de la fortune de Christophe disparaît en effet avec son argent et ce dernier se retrouve alors totalement ruiné. Pour survivre, Christophe et Françoise réduisent considérablement leur train de vie et quittent définitivement leur résidence romaine pour s'installer à l'année à l'hôtel Excelsior. Cependant, le prince est un très mauvais gestionnaire. Insouciant et dépensier, il est incapable d'aider son épouse à sortir son ménage de la banqueroute. Françoise d'Orléans doit donc se résoudre à emprunter de l'argent au duc de Guise et pose même pour des photos publicitaires, ce qui est, à l'époque, considéré comme vraiment scandaleux dans son milieu.
Parallèlement à ces événements, Christophe assiste à la restauration de la monarchie en Grèce. En 1935, le prince et son épouse accueillent, avec le reste des membres de la famille royale hellène exilés en Italie, le roi Georges II lors d'une escale de celui-ci à Florence avant son retour au pouvoir à Athènes. L'année suivante, Christophe et Françoise participent, en Grèce, aux funérailles officielles organisées à Tatoï pour la reine Olga, le roi Constantin Ier et la reine Sophie, tous décédés en exil en Italie. Enfin, en 1938, le couple se rend à nouveau en Grèce, à l'occasion du mariage du diadoque Paul avec la princesse Frederika de Hanovre.

#### Dernières années

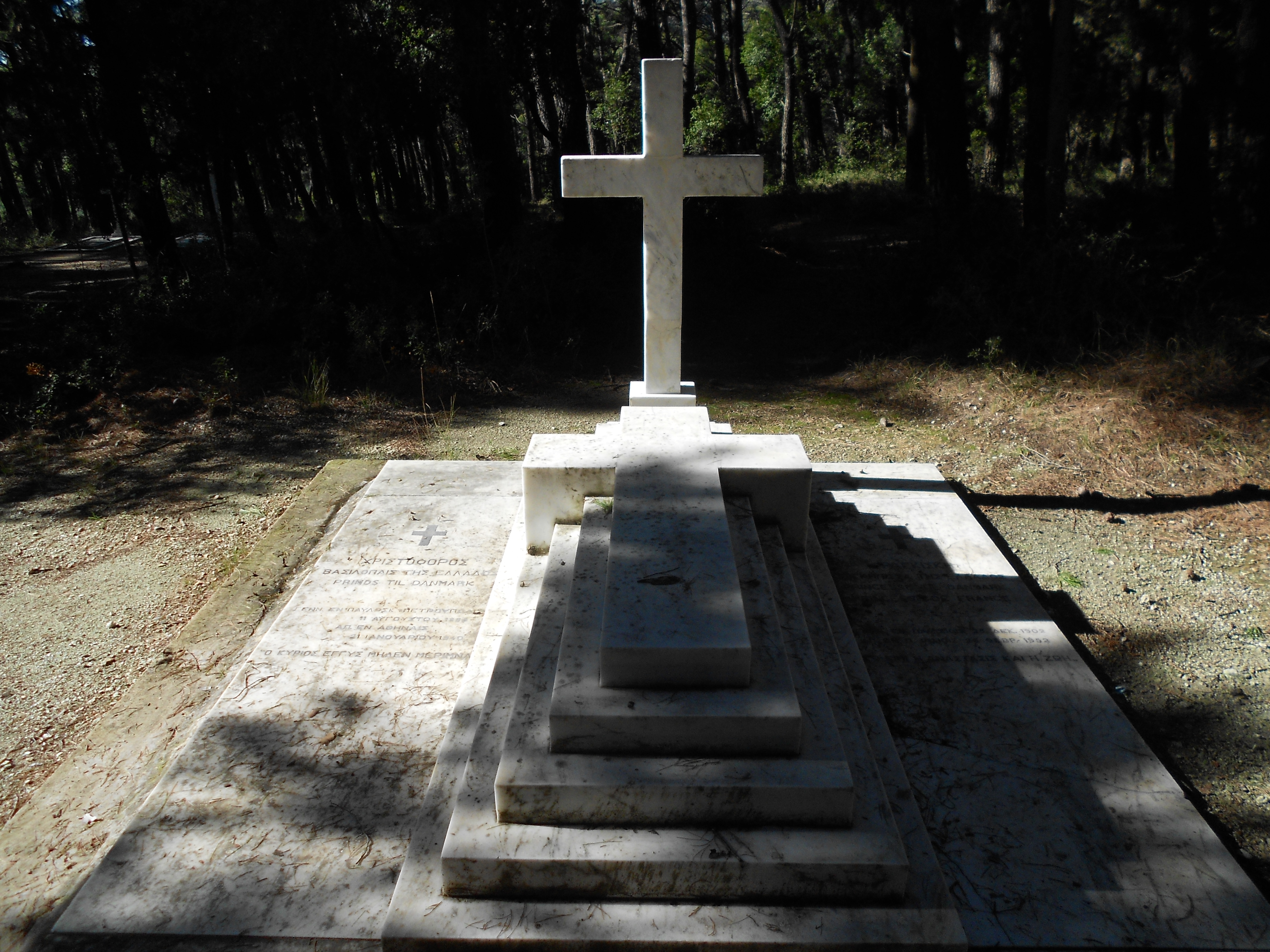
Les tombes de Christophe et de Françoise, à Tatoï.

En 1938, Christophe publie ses mémoires au Royaume-Uni, et ceux-ci sont traduits en français l'année suivante. Peu de temps après, le 7 janvier 1939, naît, dans la capitale italienne, le prince Michel de Grèce, fils unique de Christophe et Françoise. Pour le couple, qui n'avait pas encore d'enfant, cette naissance constitue un grand moment de joie,.
Au début de la Seconde Guerre mondiale, alors que les relations entre l'Italie et la Grèce se tendent, Christophe part à Athènes pour s'entretenir avec le roi Georges II des événements qui secouent alors l'Europe. Pendant son voyage, il contracte un abcès au poumon, bientôt compliqué par une mauvaise grippe,. Prévenue de la maladie de son mari, Françoise tente de gagner la capitale hellène mais elle n'arrive qu'après le décès de celui-ci, le 21 janvier 1940. Accompagnée de son frère, le comte de Paris, et de plusieurs membres de la famille royale grecque, elle assiste aux funérailles de son époux à Tatoï.

## Dans la culture populaire
Le prince Christophe et sa première épouse sont évoqués dans le roman policier anglais Un Mariage royal (A Royal Affair) d'Allison Montclair (2020).

## Arbres généalogiques

### Quartiers du prince Christophe
|  |                                                                     |  |  |  |  |  |  |  |  |  |  |  |  |  |  |  |
|  | 16. Frédéric Charles Louis de Schleswig-Holstein-Sonderbourg-Beck   |  |  |  |  |  |  |  |  |  |  |  |  |  |  |  |
|  |                                                                     |  |  |  |  |  |  |  |  |  |  |  |  |  |  |  |
|  |                                                                     |  |  |  |  |  |  |  |  |  |  |  |  |  |  |  |
|  | 8. Frédéric-Guillaume de Schleswig-Holstein-Sonderbourg-Glücksbourg |  |  |  |  |  |  |  |  |  |  |  |  |  |  |  |
|  |                                                                     |  |  |  |  |  |  |  |  |  |  |  |  |  |  |  |
|  |                                                                     |  |  |  |  |  |  |  |  |  |  |  |  |  |  |  |
|  | 17. Frédérique de Schlieben                                         |  |  |  |  |  |  |  |  |  |  |  |  |  |  |  |
|  |                                                                     |  |  |  |  |  |  |  |  |  |  |  |  |  |  |  |
|  |                                                                     |  |  |  |  |  |  |  |  |  |  |  |  |  |  |  |
|  | 4. Christian IX de Danemark                                         |  |  |  |  |  |  |  |  |  |  |  |  |  |  |  |
|  |                                                                     |  |  |  |  |  |  |  |  |  |  |  |  |  |  |  |
|  |                                                                     |  |  |  |  |  |  |  |  |  |  |  |  |  |  |  |
|  | 18. Charles de Hesse-Cassel                                         |  |  |  |  |  |  |  |  |  |  |  |  |  |  |  |
|  |                                                                     |  |  |  |  |  |  |  |  |  |  |  |  |  |  |  |
|  |                                                                     |  |  |  |  |  |  |  |  |  |  |  |  |  |  |  |
|  | 9. Louise-Caroline de Hesse-Cassel                                  |  |  |  |  |  |  |  |  |  |  |  |  |  |  |  |
|  |                                                                     |  |  |  |  |  |  |  |  |  |  |  |  |  |  |  |
|  |                                                                     |  |  |  |  |  |  |  |  |  |  |  |  |  |  |  |
|  | 19. Louise de Danemark                                              |  |  |  |  |  |  |  |  |  |  |  |  |  |  |  |
|  |                                                                     |  |  |  |  |  |  |  |  |  |  |  |  |  |  |  |
|  |                                                                     |  |  |  |  |  |  |  |  |  |  |  |  |  |  |  |
|  | 2. Georges Ier de Grèce                                             |  |  |  |  |  |  |  |  |  |  |  |  |  |  |  |
|  |                                                                     |  |  |  |  |  |  |  |  |  |  |  |  |  |  |  |
|  |                                                                     |  |  |  |  |  |  |  |  |  |  |  |  |  |  |  |
|  | 20. Frédéric de Hesse-Cassel                                        |  |  |  |  |  |  |  |  |  |  |  |  |  |  |  |
|  |                                                                     |  |  |  |  |  |  |  |  |  |  |  |  |  |  |  |
|  |                                                                     |  |  |  |  |  |  |  |  |  |  |  |  |  |  |  |
|  | 10. Guillaume de Hesse-Cassel                                       |  |  |  |  |  |  |  |  |  |  |  |  |  |  |  |
|  |                                                                     |  |  |  |  |  |  |  |  |  |  |  |  |  |  |  |
|  |                                                                     |  |  |  |  |  |  |  |  |  |  |  |  |  |  |  |
|  | 21. Caroline de Nassau-Usingen                                      |  |  |  |  |  |  |  |  |  |  |  |  |  |  |  |
|  |                                                                     |  |  |  |  |  |  |  |  |  |  |  |  |  |  |  |
|  |                                                                     |  |  |  |  |  |  |  |  |  |  |  |  |  |  |  |
|  | 5. Louise de Hesse-Cassel                                           |  |  |  |  |  |  |  |  |  |  |  |  |  |  |  |
|  |                                                                     |  |  |  |  |  |  |  |  |  |  |  |  |  |  |  |
|  |                                                                     |  |  |  |  |  |  |  |  |  |  |  |  |  |  |  |
|  | 22. Frédéric de Danemark                                            |  |  |  |  |  |  |  |  |  |  |  |  |  |  |  |
|  |                                                                     |  |  |  |  |  |  |  |  |  |  |  |  |  |  |  |
|  |                                                                     |  |  |  |  |  |  |  |  |  |  |  |  |  |  |  |
|  | 11. Louise-Charlotte de Danemark                                    |  |  |  |  |  |  |  |  |  |  |  |  |  |  |  |
|  |                                                                     |  |  |  |  |  |  |  |  |  |  |  |  |  |  |  |
|  |                                                                     |  |  |  |  |  |  |  |  |  |  |  |  |  |  |  |
|  | 23. Sophie-Frédérique de Mecklembourg-Schwerin                      |  |  |  |  |  |  |  |  |  |  |  |  |  |  |  |
|  |                                                                     |  |  |  |  |  |  |  |  |  |  |  |  |  |  |  |
|  |                                                                     |  |  |  |  |  |  |  |  |  |  |  |  |  |  |  |
|  | 1. Christophe de Grèce                                              |  |  |  |  |  |  |  |  |  |  |  |  |  |  |  |
|  |                                                                     |  |  |  |  |  |  |  |  |  |  |  |  |  |  |  |
|  |                                                                     |  |  |  |  |  |  |  |  |  |  |  |  |  |  |  |
|  | 24. Paul Ier de Russie                                              |  |  |  |  |  |  |  |  |  |  |  |  |  |  |  |
|  |                                                                     |  |  |  |  |  |  |  |  |  |  |  |  |  |  |  |
|  |                                                                     |  |  |  |  |  |  |  |  |  |  |  |  |  |  |  |
|  | 12. Nicolas Ier de Russie                                           |  |  |  |  |  |  |  |  |  |  |  |  |  |  |  |
|  |                                                                     |  |  |  |  |  |  |  |  |  |  |  |  |  |  |  |
|  |                                                                     |  |  |  |  |  |  |  |  |  |  |  |  |  |  |  |
|  | 25. Sophie-Dorothée de Wurtemberg                                   |  |  |  |  |  |  |  |  |  |  |  |  |  |  |  |
|  |                                                                     |  |  |  |  |  |  |  |  |  |  |  |  |  |  |  |
|  |                                                                     |  |  |  |  |  |  |  |  |  |  |  |  |  |  |  |
|  | 6. Constantin Nikolaïevitch de Russie                               |  |  |  |  |  |  |  |  |  |  |  |  |  |  |  |
|  |                                                                     |  |  |  |  |  |  |  |  |  |  |  |  |  |  |  |
|  |                                                                     |  |  |  |  |  |  |  |  |  |  |  |  |  |  |  |
|  | 26. Frédéric-Guillaume III de Prusse                                |  |  |  |  |  |  |  |  |  |  |  |  |  |  |  |
|  |                                                                     |  |  |  |  |  |  |  |  |  |  |  |  |  |  |  |
|  |                                                                     |  |  |  |  |  |  |  |  |  |  |  |  |  |  |  |
|  | 13. Charlotte de Prusse                                             |  |  |  |  |  |  |  |  |  |  |  |  |  |  |  |
|  |                                                                     |  |  |  |  |  |  |  |  |  |  |  |  |  |  |  |
|  |                                                                     |  |  |  |  |  |  |  |  |  |  |  |  |  |  |  |
|  | 27. Louise de Mecklembourg-Strelitz                                 |  |  |  |  |  |  |  |  |  |  |  |  |  |  |  |
|  |                                                                     |  |  |  |  |  |  |  |  |  |  |  |  |  |  |  |
|  |                                                                     |  |  |  |  |  |  |  |  |  |  |  |  |  |  |  |
|  | 3. Olga Constantinovna de Russie                                    |  |  |  |  |  |  |  |  |  |  |  |  |  |  |  |
|  |                                                                     |  |  |  |  |  |  |  |  |  |  |  |  |  |  |  |
|  |                                                                     |  |  |  |  |  |  |  |  |  |  |  |  |  |  |  |
|  | 28. Frédéric Ier de Saxe-Hildburghausen                             |  |  |  |  |  |  |  |  |  |  |  |  |  |  |  |
|  |                                                                     |  |  |  |  |  |  |  |  |  |  |  |  |  |  |  |
|  |                                                                     |  |  |  |  |  |  |  |  |  |  |  |  |  |  |  |
|  | 14. Joseph de Saxe-Altenbourg                                       |  |  |  |  |  |  |  |  |  |  |  |  |  |  |  |
|  |                                                                     |  |  |  |  |  |  |  |  |  |  |  |  |  |  |  |
|  |                                                                     |  |  |  |  |  |  |  |  |  |  |  |  |  |  |  |
|  | 29. Charlotte de Mecklembourg-Strelitz                              |  |  |  |  |  |  |  |  |  |  |  |  |  |  |  |
|  |                                                                     |  |  |  |  |  |  |  |  |  |  |  |  |  |  |  |
|  |                                                                     |  |  |  |  |  |  |  |  |  |  |  |  |  |  |  |
|  | 7. Alexandra de Saxe-Altenbourg                                     |  |  |  |  |  |  |  |  |  |  |  |  |  |  |  |
|  |                                                                     |  |  |  |  |  |  |  |  |  |  |  |  |  |  |  |
|  |                                                                     |  |  |  |  |  |  |  |  |  |  |  |  |  |  |  |
|  | 30. Louis-Frédéric de Wurtemberg                                    |  |  |  |  |  |  |  |  |  |  |  |  |  |  |  |
|  |                                                                     |  |  |  |  |  |  |  |  |  |  |  |  |  |  |  |
|  |                                                                     |  |  |  |  |  |  |  |  |  |  |  |  |  |  |  |
|  | 15. Amélie de Wurtemberg                                            |  |  |  |  |  |  |  |  |  |  |  |  |  |  |  |
|  |                                                                     |  |  |  |  |  |  |  |  |  |  |  |  |  |  |  |
|  |                                                                     |  |  |  |  |  |  |  |  |  |  |  |  |  |  |  |
|  | 31. Henriette de Nassau-Weilbourg                                   |  |  |  |  |  |  |  |  |  |  |  |  |  |  |  |
|  |                                                                     |  |  |  |  |  |  |  |  |  |  |  |  |  |  |  |
|  |                                                                     |  |  |  |  |  |  |  |  |  |  |  |  |  |  |  |

### La famille de Christophe (arbre simplifié)
|  |  |                                                    |                                                    |                                                    |                                                    |                                                    |                                                    |                                 |                                 |                                 |                                 |                                 |                                 |               |               |               |               |               |               |               |               | Georges Ier, Roi des Hellènes | Georges Ier, Roi des Hellènes | Georges Ier, Roi des Hellènes                   | Georges Ier, Roi des Hellènes                   | Georges Ier, Roi des Hellènes                   | Georges Ier, Roi des Hellènes                   |                                                 |                                                 | Olga, Gde-Dsse de Russie              | Olga, Gde-Dsse de Russie              | Olga, Gde-Dsse de Russie                   | Olga, Gde-Dsse de Russie                   | Olga, Gde-Dsse de Russie                   | Olga, Gde-Dsse de Russie                   |                                                              |                                                              |                                                              |                                                              |                                                              |                                                              |  |  |                                                             |                                                             |                                                             |                                                             |                                                             |                                                             |  |  |                                                                  |                                                                  |                                                                  |                                                                  |                                                                  |                                                                  |  |  |                                                                |                                                                |                                                                |                                                                |                                                                |                                                                |  |  |
|  |  |                                                    |                                                    |                                                    |                                                    |                                                    |                                                    |                                 |                                 |                                 |                                 |                                 |                                 |               |               |               |               |               |               |               |               | Georges Ier, Roi des Hellènes | Georges Ier, Roi des Hellènes | Georges Ier, Roi des Hellènes                   | Georges Ier, Roi des Hellènes                   | Georges Ier, Roi des Hellènes                   | Georges Ier, Roi des Hellènes                   |                                                 |                                                 | Olga, Gde-Dsse de Russie              | Olga, Gde-Dsse de Russie              | Olga, Gde-Dsse de Russie                   | Olga, Gde-Dsse de Russie                   | Olga, Gde-Dsse de Russie                   | Olga, Gde-Dsse de Russie                   |                                                              |                                                              |                                                              |                                                              |                                                              |                                                              |  |  |                                                             |                                                             |                                                             |                                                             |                                                             |                                                             |  |  |                                                                  |                                                                  |                                                                  |                                                                  |                                                                  |                                                                  |  |  |                                                                |                                                                |                                                                |                                                                |                                                                |                                                                |  |  |
|  |  |                                                    |                                                    |                                                    |                                                    |                                                    |                                                    |                                 |                                 |                                 |                                 |                                 |                                 |               |               |               |               |               |               |               |               |                               |                               |                                                 |                                                 |                                                 |                                                 |                                                 |                                                 |                                       |                                       |                                            |                                            |                                            |                                            |                                                              |                                                              |                                                              |                                                              |                                                              |                                                              |  |  |                                                             |                                                             |                                                             |                                                             |                                                             |                                                             |  |  |                                                                  |                                                                  |                                                                  |                                                                  |                                                                  |                                                                  |  |  |                                                                |                                                                |                                                                |                                                                |                                                                |                                                                |  |  |
|  |  |                                                    |                                                    |                                                    |                                                    |                                                    |                                                    |                                 |                                 |                                 |                                 |                                 |                                 |               |               |               |               |               |               |               |               |                               |                               |                                                 |                                                 |                                                 |                                                 |                                                 |                                                 |                                       |                                       |                                            |                                            |                                            |                                            |                                                              |                                                              |                                                              |                                                              |                                                              |                                                              |  |  |                                                             |                                                             |                                                             |                                                             |                                                             |                                                             |  |  |                                                                  |                                                                  |                                                                  |                                                                  |                                                                  |                                                                  |  |  |                                                                |                                                                |                                                                |                                                                |                                                                |                                                                |  |  |
|  |  | Marie, Pcesse de Grèce ∞ Georges, Gd-duc de Russie | Marie, Pcesse de Grèce ∞ Georges, Gd-duc de Russie | Marie, Pcesse de Grèce ∞ Georges, Gd-duc de Russie | Marie, Pcesse de Grèce ∞ Georges, Gd-duc de Russie | Marie, Pcesse de Grèce ∞ Georges, Gd-duc de Russie | Marie, Pcesse de Grèce ∞ Georges, Gd-duc de Russie |                                 |                                 | Wiliam Leeds                    | Wiliam Leeds                    | Wiliam Leeds                    | Wiliam Leeds                    | Wiliam Leeds  | Wiliam Leeds  |               |               | Nancy Stewart | Nancy Stewart | Nancy Stewart | Nancy Stewart | Nancy Stewart                 | Nancy Stewart                 |                                                 |                                                 | Christophe, Pce de Grèce                        | Christophe, Pce de Grèce                        | Christophe, Pce de Grèce                        | Christophe, Pce de Grèce                        | Christophe, Pce de Grèce              | Christophe, Pce de Grèce              |                                            |                                            | Françoise, Pcesse d'Orléans                | Françoise, Pcesse d'Orléans                | Françoise, Pcesse d'Orléans                                  | Françoise, Pcesse d'Orléans                                  | Françoise, Pcesse d'Orléans                                  | Françoise, Pcesse d'Orléans                                  |                                                              |                                                              |  |  | Constantin Ier, Roi des Hellènes ∞ Sophie, Pcesse de Prusse | Constantin Ier, Roi des Hellènes ∞ Sophie, Pcesse de Prusse | Constantin Ier, Roi des Hellènes ∞ Sophie, Pcesse de Prusse | Constantin Ier, Roi des Hellènes ∞ Sophie, Pcesse de Prusse | Constantin Ier, Roi des Hellènes ∞ Sophie, Pcesse de Prusse | Constantin Ier, Roi des Hellènes ∞ Sophie, Pcesse de Prusse |  |  |                                                                  |                                                                  |                                                                  |                                                                  |                                                                  |                                                                  |  |  | André, Pce de Grèce ∞ Alice, Pcesse de Battenberg              | André, Pce de Grèce ∞ Alice, Pcesse de Battenberg              | André, Pce de Grèce ∞ Alice, Pcesse de Battenberg              | André, Pce de Grèce ∞ Alice, Pcesse de Battenberg              | André, Pce de Grèce ∞ Alice, Pcesse de Battenberg              | André, Pce de Grèce ∞ Alice, Pcesse de Battenberg              |  |  |
|  |  | Marie, Pcesse de Grèce ∞ Georges, Gd-duc de Russie | Marie, Pcesse de Grèce ∞ Georges, Gd-duc de Russie | Marie, Pcesse de Grèce ∞ Georges, Gd-duc de Russie | Marie, Pcesse de Grèce ∞ Georges, Gd-duc de Russie | Marie, Pcesse de Grèce ∞ Georges, Gd-duc de Russie | Marie, Pcesse de Grèce ∞ Georges, Gd-duc de Russie |                                 |                                 | Wiliam Leeds                    | Wiliam Leeds                    | Wiliam Leeds                    | Wiliam Leeds                    | Wiliam Leeds  | Wiliam Leeds  |               |               | Nancy Stewart | Nancy Stewart | Nancy Stewart | Nancy Stewart | Nancy Stewart                 | Nancy Stewart                 |                                                 |                                                 | Christophe, Pce de Grèce                        | Christophe, Pce de Grèce                        | Christophe, Pce de Grèce                        | Christophe, Pce de Grèce                        | Christophe, Pce de Grèce              | Christophe, Pce de Grèce              |                                            |                                            | Françoise, Pcesse d'Orléans                | Françoise, Pcesse d'Orléans                | Françoise, Pcesse d'Orléans                                  | Françoise, Pcesse d'Orléans                                  | Françoise, Pcesse d'Orléans                                  | Françoise, Pcesse d'Orléans                                  |                                                              |                                                              |  |  | Constantin Ier, Roi des Hellènes ∞ Sophie, Pcesse de Prusse | Constantin Ier, Roi des Hellènes ∞ Sophie, Pcesse de Prusse | Constantin Ier, Roi des Hellènes ∞ Sophie, Pcesse de Prusse | Constantin Ier, Roi des Hellènes ∞ Sophie, Pcesse de Prusse | Constantin Ier, Roi des Hellènes ∞ Sophie, Pcesse de Prusse | Constantin Ier, Roi des Hellènes ∞ Sophie, Pcesse de Prusse |  |  |                                                                  |                                                                  |                                                                  |                                                                  |                                                                  |                                                                  |  |  | André, Pce de Grèce ∞ Alice, Pcesse de Battenberg              | André, Pce de Grèce ∞ Alice, Pcesse de Battenberg              | André, Pce de Grèce ∞ Alice, Pcesse de Battenberg              | André, Pce de Grèce ∞ Alice, Pcesse de Battenberg              | André, Pce de Grèce ∞ Alice, Pcesse de Battenberg              | André, Pce de Grèce ∞ Alice, Pcesse de Battenberg              |  |  |
|  |  |                                                    |                                                    |                                                    |                                                    |                                                    |                                                    |                                 |                                 |                                 |                                 |                                 |                                 |               |               |               |               |               |               |               |               |                               |                               |                                                 |                                                 |                                                 |                                                 |                                                 |                                                 |                                       |                                       |                                            |                                            |                                            |                                            |                                                              |                                                              |                                                              |                                                              |                                                              |                                                              |  |  |                                                             |                                                             |                                                             |                                                             |                                                             |                                                             |  |  |                                                                  |                                                                  |                                                                  |                                                                  |                                                                  |                                                                  |  |  |                                                                |                                                                |                                                                |                                                                |                                                                |                                                                |  |  |
|  |  |                                                    |                                                    |                                                    |                                                    |                                                    |                                                    |                                 |                                 |                                 |                                 |                                 |                                 |               |               |               |               |               |               |               |               |                               |                               |                                                 |                                                 |                                                 |                                                 |                                                 |                                                 |                                       |                                       |                                            |                                            |                                            |                                            |                                                              |                                                              |                                                              |                                                              |                                                              |                                                              |  |  |                                                             |                                                             |                                                             |                                                             |                                                             |                                                             |  |  |                                                                  |                                                                  |                                                                  |                                                                  |                                                                  |                                                                  |  |  |                                                                |                                                                |                                                                |                                                                |                                                                |                                                                |  |  |
|  |  |                                                    |                                                    | Xenia, Pcesse de Russie                            | Xenia, Pcesse de Russie                            | Xenia, Pcesse de Russie                            | Xenia, Pcesse de Russie                            | Xenia, Pcesse de Russie         | Xenia, Pcesse de Russie         |                                 |                                 | William Leeds                   | William Leeds                   | William Leeds | William Leeds | William Leeds | William Leeds |               |               |               |               |                               |                               |                                                 |                                                 |                                                 |                                                 | Michel, Pce de Grèce ∞ Marína Karélla           | Michel, Pce de Grèce ∞ Marína Karélla           | Michel, Pce de Grèce ∞ Marína Karélla | Michel, Pce de Grèce ∞ Marína Karélla | Michel, Pce de Grèce ∞ Marína Karélla      | Michel, Pce de Grèce ∞ Marína Karélla      |                                            |                                            | Georges II, Roi des Hellènes ∞ Élisabeth, Pcesse de Roumanie | Georges II, Roi des Hellènes ∞ Élisabeth, Pcesse de Roumanie | Georges II, Roi des Hellènes ∞ Élisabeth, Pcesse de Roumanie | Georges II, Roi des Hellènes ∞ Élisabeth, Pcesse de Roumanie | Georges II, Roi des Hellènes ∞ Élisabeth, Pcesse de Roumanie | Georges II, Roi des Hellènes ∞ Élisabeth, Pcesse de Roumanie |  |  | Alexandre Ier, Roi des Hellènes ∞ Aspasía Mános             | Alexandre Ier, Roi des Hellènes ∞ Aspasía Mános             | Alexandre Ier, Roi des Hellènes ∞ Aspasía Mános             | Alexandre Ier, Roi des Hellènes ∞ Aspasía Mános             | Alexandre Ier, Roi des Hellènes ∞ Aspasía Mános             | Alexandre Ier, Roi des Hellènes ∞ Aspasía Mános             |  |  | Paul Ier, Roi des Hellènes ∞ Frederika, Pcesse de Hanovre        | Paul Ier, Roi des Hellènes ∞ Frederika, Pcesse de Hanovre        | Paul Ier, Roi des Hellènes ∞ Frederika, Pcesse de Hanovre        | Paul Ier, Roi des Hellènes ∞ Frederika, Pcesse de Hanovre        | Paul Ier, Roi des Hellènes ∞ Frederika, Pcesse de Hanovre        | Paul Ier, Roi des Hellènes ∞ Frederika, Pcesse de Hanovre        |  |  | Philippe, Duc d'Édimbourg ∞ Élisabeth II, Reine du Royaume-Uni | Philippe, Duc d'Édimbourg ∞ Élisabeth II, Reine du Royaume-Uni | Philippe, Duc d'Édimbourg ∞ Élisabeth II, Reine du Royaume-Uni | Philippe, Duc d'Édimbourg ∞ Élisabeth II, Reine du Royaume-Uni | Philippe, Duc d'Édimbourg ∞ Élisabeth II, Reine du Royaume-Uni | Philippe, Duc d'Édimbourg ∞ Élisabeth II, Reine du Royaume-Uni |  |  |
|  |  |                                                    |                                                    | Xenia, Pcesse de Russie                            | Xenia, Pcesse de Russie                            | Xenia, Pcesse de Russie                            | Xenia, Pcesse de Russie                            | Xenia, Pcesse de Russie         | Xenia, Pcesse de Russie         |                                 |                                 | William Leeds                   | William Leeds                   | William Leeds | William Leeds | William Leeds | William Leeds |               |               |               |               |                               |                               |                                                 |                                                 |                                                 |                                                 | Michel, Pce de Grèce ∞ Marína Karélla           | Michel, Pce de Grèce ∞ Marína Karélla           | Michel, Pce de Grèce ∞ Marína Karélla | Michel, Pce de Grèce ∞ Marína Karélla | Michel, Pce de Grèce ∞ Marína Karélla      | Michel, Pce de Grèce ∞ Marína Karélla      |                                            |                                            | Georges II, Roi des Hellènes ∞ Élisabeth, Pcesse de Roumanie | Georges II, Roi des Hellènes ∞ Élisabeth, Pcesse de Roumanie | Georges II, Roi des Hellènes ∞ Élisabeth, Pcesse de Roumanie | Georges II, Roi des Hellènes ∞ Élisabeth, Pcesse de Roumanie | Georges II, Roi des Hellènes ∞ Élisabeth, Pcesse de Roumanie | Georges II, Roi des Hellènes ∞ Élisabeth, Pcesse de Roumanie |  |  | Alexandre Ier, Roi des Hellènes ∞ Aspasía Mános             | Alexandre Ier, Roi des Hellènes ∞ Aspasía Mános             | Alexandre Ier, Roi des Hellènes ∞ Aspasía Mános             | Alexandre Ier, Roi des Hellènes ∞ Aspasía Mános             | Alexandre Ier, Roi des Hellènes ∞ Aspasía Mános             | Alexandre Ier, Roi des Hellènes ∞ Aspasía Mános             |  |  | Paul Ier, Roi des Hellènes ∞ Frederika, Pcesse de Hanovre        | Paul Ier, Roi des Hellènes ∞ Frederika, Pcesse de Hanovre        | Paul Ier, Roi des Hellènes ∞ Frederika, Pcesse de Hanovre        | Paul Ier, Roi des Hellènes ∞ Frederika, Pcesse de Hanovre        | Paul Ier, Roi des Hellènes ∞ Frederika, Pcesse de Hanovre        | Paul Ier, Roi des Hellènes ∞ Frederika, Pcesse de Hanovre        |  |  | Philippe, Duc d'Édimbourg ∞ Élisabeth II, Reine du Royaume-Uni | Philippe, Duc d'Édimbourg ∞ Élisabeth II, Reine du Royaume-Uni | Philippe, Duc d'Édimbourg ∞ Élisabeth II, Reine du Royaume-Uni | Philippe, Duc d'Édimbourg ∞ Élisabeth II, Reine du Royaume-Uni | Philippe, Duc d'Édimbourg ∞ Élisabeth II, Reine du Royaume-Uni | Philippe, Duc d'Édimbourg ∞ Élisabeth II, Reine du Royaume-Uni |  |  |
|  |  |                                                    |                                                    |                                                    |                                                    |                                                    |                                                    |                                 |                                 |                                 |                                 |                                 |                                 |               |               |               |               |               |               |               |               |                               |                               |                                                 |                                                 |                                                 |                                                 |                                                 |                                                 |                                       |                                       |                                            |                                            |                                            |                                            |                                                              |                                                              |                                                              |                                                              |                                                              |                                                              |  |  |                                                             |                                                             |                                                             |                                                             |                                                             |                                                             |  |  |                                                                  |                                                                  |                                                                  |                                                                  |                                                                  |                                                                  |  |  |                                                                |                                                                |                                                                |                                                                |                                                                |                                                                |  |  |
|  |  |                                                    |                                                    |                                                    |                                                    |                                                    |                                                    |                                 |                                 |                                 |                                 |                                 |                                 |               |               |               |               |               |               |               |               |                               |                               |                                                 |                                                 |                                                 |                                                 |                                                 |                                                 |                                       |                                       |                                            |                                            |                                            |                                            |                                                              |                                                              |                                                              |                                                              |                                                              |                                                              |  |  |                                                             |                                                             |                                                             |                                                             |                                                             |                                                             |  |  |                                                                  |                                                                  |                                                                  |                                                                  |                                                                  |                                                                  |  |  |                                                                |                                                                |                                                                |                                                                |                                                                |                                                                |  |  |
|  |  |                                                    |                                                    |                                                    |                                                    |                                                    |                                                    | Nancy Leeds ∞ Edward J. Wynkoop | Nancy Leeds ∞ Edward J. Wynkoop | Nancy Leeds ∞ Edward J. Wynkoop | Nancy Leeds ∞ Edward J. Wynkoop | Nancy Leeds ∞ Edward J. Wynkoop | Nancy Leeds ∞ Edward J. Wynkoop |               |               |               |               |               |               |               |               |                               |                               | Alexandra, Pcesse de Grèce ∞ Nicolas Mirzayantz | Alexandra, Pcesse de Grèce ∞ Nicolas Mirzayantz | Alexandra, Pcesse de Grèce ∞ Nicolas Mirzayantz | Alexandra, Pcesse de Grèce ∞ Nicolas Mirzayantz | Alexandra, Pcesse de Grèce ∞ Nicolas Mirzayantz | Alexandra, Pcesse de Grèce ∞ Nicolas Mirzayantz |                                       |                                       | Olga, Pcesse de Grèce ∞ Aimon, Duc d'Aoste | Olga, Pcesse de Grèce ∞ Aimon, Duc d'Aoste | Olga, Pcesse de Grèce ∞ Aimon, Duc d'Aoste | Olga, Pcesse de Grèce ∞ Aimon, Duc d'Aoste | Olga, Pcesse de Grèce ∞ Aimon, Duc d'Aoste                   | Olga, Pcesse de Grèce ∞ Aimon, Duc d'Aoste                   |                                                              |                                                              |                                                              |                                                              |  |  | Alexandra, Pcesse de Grèce ∞ Pierre II, Roi de Yougoslavie  | Alexandra, Pcesse de Grèce ∞ Pierre II, Roi de Yougoslavie  | Alexandra, Pcesse de Grèce ∞ Pierre II, Roi de Yougoslavie  | Alexandra, Pcesse de Grèce ∞ Pierre II, Roi de Yougoslavie  | Alexandra, Pcesse de Grèce ∞ Pierre II, Roi de Yougoslavie  | Alexandra, Pcesse de Grèce ∞ Pierre II, Roi de Yougoslavie  |  |  | Constantin II, Roi des Hellènes ∞ Anne-Marie, Pcesse de Danemark | Constantin II, Roi des Hellènes ∞ Anne-Marie, Pcesse de Danemark | Constantin II, Roi des Hellènes ∞ Anne-Marie, Pcesse de Danemark | Constantin II, Roi des Hellènes ∞ Anne-Marie, Pcesse de Danemark | Constantin II, Roi des Hellènes ∞ Anne-Marie, Pcesse de Danemark | Constantin II, Roi des Hellènes ∞ Anne-Marie, Pcesse de Danemark |  |  | Charles III, Roi du Royaume-Uni ∞ Lady Diana Spencer           | Charles III, Roi du Royaume-Uni ∞ Lady Diana Spencer           | Charles III, Roi du Royaume-Uni ∞ Lady Diana Spencer           | Charles III, Roi du Royaume-Uni ∞ Lady Diana Spencer           | Charles III, Roi du Royaume-Uni ∞ Lady Diana Spencer           | Charles III, Roi du Royaume-Uni ∞ Lady Diana Spencer           |  |  |

## Honneurs
- Chevalier de l'ordre de Saint-André (Empire russe)[2] ;
- Chevalier de l'ordre de l’Éléphant (Danemark)[2] ;
- Chevalier grand-croix de l'ordre de Saint-Olaf (Norvège) ;
- Chevalier grand-croix de l'ordre royal de Victoria (Royaume-Uni)[126].

### Œuvre du prince Christophe
- (en) Prince Christopher of Greece, Memoirs of H.R.H. Prince Christopher of Greece, Londres, The Right Book Club, 1938 (lire en ligne) (ASIN B00085SXT2).
- (fr) S.A.R. le prince Christophe de Grèce (trad. Henri Delgove), Le Monde et les cours, Paris, Plon, 1939 (ASIN B003B4DF7W), réédité sous le titre Ma famille côté cours, Paris, Lacurne, 2020 (ISBN 9782356030252).

### Sur Christophe et Françoise
- (en) Ilana D. Miller et Arturo E. Beéche, « Chapter XXII- The Wedding of Prince Christopher of Greece & Princess Françoise of France - Palermo, Sicily, 11 February 1929 », dans Royal Gatherings : 1914-1939, vol. II, Eurohistory, 2015 (ISBN 9780985460389), p. 143 et sq..

### Sur la famille royale de Grèce et sa parentèle
- (en) Neil Balfour et Sally Mackay, Paul of Yugoslavia : Britain's maligned friend, H. Hamilton, 1980, 335 p. (ISBN 0241103924 et 978-0-2411-0392-0).
- (en) Arturo E. Beéche, Michael of Greece et Helen Hemis-Markesinis, The Royal Hellenic dynasty, Eurohistory, 2007 (ISBN 0977196151).
- (en) Julia Gelardi, Born to Rule: Granddaughters of Victoria, Queens of Europe, Headline Review, 2006 (ISBN 0755313925).
- (fr) Michel de Grèce, Mémoires insolites, Paris, Pocket, 2004 (ISBN 2-84563-186-3).
- (en) Alan Palmer et Michael of Greece, The Royal House of Greece, Weidenfeld Nicolson Illustrated, 1990 (ISBN 0297830600).
- (es) Ricardo Mateos Sáinz de Medrano, La Familia de la Reina Sofía : La Dinastía griega, la Casa de Hannover y los reales primos de Europa, Madrid, La Esfera de los Libros, 2004 (ISBN 84-9734-195-3).
- (en) John Van der Kiste, Kings of the Hellenes : The Greek Kings, 1863-1974, Sutton Publishing, 1994 (ISBN 0750921471).
- (en) Hugo Vickers, Alice, Princess Andrew of Greece, Londres, Hamish Hamilton, 2000 (ISBN 0-241-13686-5).

### Annuaires et ouvrages généalogiques
- (fr) Almanach de Gotha : 1910, Gotha, 1910, 147e éd. (lire en ligne), p. 40.
- (fr) Michel Huberty, Alain Giraud et F. et B. Magdelaine, « XXV [numéro de génération] 27 [numéro dans la génération] Christophe », dans L’Allemagne dynastique : Oldenbourg Familles alliées H-L, t. VII, Le Perreux-sur-Marne, Alain Giraud, 1994 (ISBN 2-901138-07-1), p. 287, 303-305.
- (en) Richard Jay Hutto, « Nonnie May "Nancy" Stewart », dans Crowning Glory : American Wives of Princes and Dukes, Henchard Press, Ltd., 2007 (ISBN 0972595171), p. 261-263.